# Liste des épisodes de New York, unité spéciale

Cet article présente la liste des épisodes de la série télévisée New York, unité spéciale (Law and Order: Special Victims Unit).

## Première saison (1999–2000)
La première saison est diffusée du 20 septembre 1999 au 19 mai 2000.
1. La Loi du Talion (Payback)
2. Adieu la vie (A Single Life)
3. Meurtre sur papier glacé (…Or Just Look Like One)
4. Hystérie (Hysteria)
5. Espoirs foudroyés (Wanderlust)
6. Crime sur le campus (Sophomore Jinx)
7. Un coupable encombrant (Uncivilized)
8. Meurtre dans un jardin (Stalked)
9. Menottes et bas résille (Stocks & Bondage)
10. Un assassin dans la nuit, première partie (Closure (Part I))
11. Le Crime dans le sang (Bad Blood)
12. Supplice et châtiments (Russian Love Poem)
13. Circonstances atténuantes (Disrobed)
14. La Dernière Chance (Limitations)
15. Libération sur parole, première partie (Entitled)
→Début d'un crossover conclu avec l'épisode Une famille intouchable (saison 10, épisode 14) de la série télévisée New York, police judiciaire.
16. Le Troisième suspect (The Third Guy)
17. Crime passionnel (Misleader)
18. Meurtre sur Internet  (Chat Room)
19. L'Enfant du métro (Contact)
20. Le Complice imaginaire (Remorse)
21. Au bout de l'horreur (Nocturne)
22. Un psy chez les flics (Slaves)

## Deuxième saison (2000–2001)
La deuxième saison est diffusée du 20 octobre 2000 au 11 mai 2001.
1. Le Bien et le Mal (Wrong Is Right)
2. La Loi du sang (Honor)
3. Un assassin dans la nuit, deuxième partie (Closure (Part II))
4. Folie douce (Legacy)
5. La Peur au ventre (Baby Killer)
6. Refus d'obéissance (Noncompliance)
7. Violence conjugale (Asunder)
8. Retour de bâton (Taken)
9. Triste réalité (Pixies)
10. À son corps défendant (Consent)
11. Des parents trop célèbres (Abuse)
12. Double vie (Secrets)
13. Les Victimes (Victims)
14. Un policier en danger (Paranoia)
15. Compte à rebours (Countdown)
16. L'Innocence bafouée (Runaway)
17. Hommes à louer (Folly)
18. Le Meurtrier sans visage (Manhunt)
19. Le Prix de la vie (Parasites)
20. Apparences troublantes (Pique)
21. Vent de panique (Scourge)

## Troisième saison (2001–2002)
La troisième saison est diffusée du 28 septembre 2001 au 17 mai 2002.
1. Crime sur ordonnance (Repression)
2. Vengeance par procuration (Wrath)
3. Trafic d'origines (Stolen)
4. Fausse piste (Rooftop)
5. Coup de folie (Tangled)
6. Lourdes peines (Redemption)
7. Classé X (Sacrifice)
8. Crimé génétique (Inheritance)
9. La Famille d'accueil (Care)
10. Le Sexe fort (Ridicule)
11. Monogamie (Monogamy)
12. Justicier en herbe (Protection)
13. L'Horreur n'attend pas le nombre des années (Prodigy)
14. Évidences trompeuses (Counterfeit)
15. Le Couloir de la mort (Execution)
16. Fête macabre (Popular)
17. Meurtre en vidéo (Surveillance)
18. Témoignage par procuration (Guilt)
19. Du sang sur les marches (Justice)
20. Viol par procuration (Greed)
21. Le Trio infernal (Denial)
22. L'Insoutenable vérité (Competence)
23. La Loi du silence (Silence)

## Quatrième saison (2002–2003)
La quatrième saison est diffusée du 27 septembre 2002 au 16 mai 2003.
1. Manipulations (Chameleon)
2. Liaison scandaleuse (Deception)
3. Vulnérable (Vulnerable)
4. Meurtres à Central Park (Lust)
5. Témoignage à haut risque (Disappearing Acts)
6. Les Anges bafoués (Angels)
7. La Disparue (Dolls)
8. Coma (Waste)
9. Trop jeunes pour tuer (Juvenile)
10. Une famille sur commande (Resilience)
11. La Blessure (Damaged)
12. Les Risques du métier (Risk)
13. Trafic d’influence (Rotten)
14. Une mort prématurée (Mercy)
15. Trafic d’innocence (Pandora)
16. La Femme aux bottes rouges (Tortured)
17. Poussée au suicide (Privilege)
18. Témoin muet (Desparate)
19. Viol : mode d’emploi (Appearences)
20. Deux par deux (Dominance)
21. Le Corps d’un autre (Fallacy)
22. La Dernière Victime (Futility)
23. Un crime dans la nuit (Grief)
24. Un monde si parfait (Perfect)
25. Le Mensonge de trop (Soulless)

## Cinquième saison (2003–2004)
La cinquième saison est diffusée du 23 septembre 2003 au 18 mai 2004.
1. Un héritier encombrant (Tragedy)
2. Dessine-moi un meurtre (Manic)
3. Dangereuse thérapie (Mother)
4. L'Affaire Cabot (Loss)
5. Sang pour sang (Serendipity)
6. Démence programmée (Coerced)
7. Entre deux vins (Choice)
8. Histoire d'hommes (Abomination)
9. Bijoux volés (Control)
10. Un geste de trop (Shaken)
11. Le Fugitif (Escape)
12. Dangereuse initiation (Brotherhood)
13. À feu et à sang (Hate)
14. Le Sacrifice du parc (Ritual)
15. La Voix du sang (Families)
16. Coupés du monde (Home)
17. Belles et méchantes (Mean)
18. Le Diable au corps (Careless)
19. Le Contrat du silence (Sick)
20. Au-dessus de tout soupçon (Lowdown)
21. Le Crime était trop parfait (Criminal)
22. Issue de secours (Painless)
23. Tueur de dames (Bound)
24. Poison (Poison)
25. Voyeur (Head)

## Sixième saison (2004–2005)
La sixième saison a été diffusée du 21 septembre 2004 au 24 mai 2005.
1. Copie conforme (Birthright)
2. La Fin du voyage (Debt)
3. La Mauvaise éducation (Obscene)
4. Jeu de piste macabre (Scavenger)
5. La Vérité sous silence (Outcry)
6. Sous le masque d'un ange (Conscience)
7. L'Insoutenable (Charisma)
8. Parole contre parole (Doubt)
9. Proies fragiles (Weak)
10. Parole donnée (Haunted)
11. La Fin de l'innocence (Contagious)
12. Identité intime (Identity)
13. Les Fantômes du passé (Quarry)
14. Jeu interdit (Game)
15. Flirt avec la mort (Hooked)
16. La Menace du fantôme (Ghost)
17. Bras de fer (Rage)
18. Virginité fatale (Pure)
19. Coupables d'amour (Intoxicated)
20. Ténèbres (1/2) (Night) 
→Début d'un crossover conclu avec l'épisode Lumière (saison 1, épisode 11) de la série télévisée New York, cour de justice.
21. Violence familiale (Blood)
22. La Vie en morceaux (Parts)
23. Effets secondaires (Goliath)

## Septième saison (2005–2006)
La septième saison est diffusée du 20 septembre 2005 au 16 mai 2006.
1. Les Vieux démons (Demons)
2. La Manipulatrice (1/2) (Design)
→Début d'un crossover conclu avec l'épisode La Manipulatrice (2/2) (saison 16, épisode 2) de la série télévisée New York, police judiciaire.
3. Au bout du fil (911)
4. Perte de contrôle (Ripped)
5. Crime viral (Strain)
6. Des enfants pour cible (Raw)
7. Les Laissés-pour-compte (Name)
8. Sous des airs de gentleman… (Starved)
9. La Balade sanglante (Rockabye)
10. Tragédies en série (Storm)
11. Sans pitié (Alien)
12. Traumatisme (Infected)
13. La Brebis galeuse (Blast)
14. La Fille-mère (Taboo)
15. Vies secrètes (Manipulated)
16. Le Seul témoin (Gone)
17. La Bague au doigt (Class)
18. Venin familial (Venom)
19. Cruel dilemme (Fault)
20. Une question de poids (Fat)
21. Hérédité criminelle (Web)
22. Influence (Influence)

## Huitième saison (2006–2007)
La huitième saison est diffusée du 19 septembre 2006 au 22 mai 2007.
1. Malgré elle (Informed)
2. Trop jeune pour toi (Clock)
3. Justice en accusation (Recall)
4. L'Oncle de John (Uncle)
5. Confrontation (Confrontation)
6. En immersion (Infiltrated)
7. Indélébile (Underbelly)
8. Mal placés (Cage)
9. La Mort du cygne (Choreographed)
10. Shéhérazade (Scheherazade)
11. Torts partagés ? (Burned)
12. Beau parleur (Outsider)
13. L'Expérience (Loophole)
14. Sous dépendance (Dependant)
15. Un bébé disparait (Haystack)
16. Le Fils de mon père (Philadelphia)
17. Le Désaveu (Sin)
18. Le Goût du poison (Responsible)
19. Strictement personnel (Florida)
20. Sans demi-mesure... (Annihilated)
21. Éternelle adolescente (Pretend)
22. Les Corrompus (Screwed)

## Neuvième saison (2007–2008)
La neuvième saison est diffusée du 25 septembre 2007 au 13 mai 2008.
1. De l'une à l'autre (Alternate)
2. L'Autre univers (Avatar)
3. Prisonnier du désir (Impulsive)
4. La Voix du plus fort (Savant)
5. La Fin ne justifie pas… (Harm)
6. L'Art du meurtre (Svengali)
7. La Folie du double (Blinded)
8. Choisir son camp (Fight)
9. Accident de parcours (Paternity)
10. Mentir ou mourir (Snitch)
11. Enfants des rues (Streetwise)
12. L'Homme des bois (Signature)
13. Souffre-douleur (Unorthodox)
14. Conceptions différentes (Inconceivable)
15. Prisonnières (Undercover)
16. Non avoué (Closet)
17. Jeux de pouvoir (Authority)
18. Libre échange (Trade)
19. Ne jamais oublier (Cold)

## Dixième saison (2008–2009)
La dixième saison est diffusée du 23 septembre 2008 au 2 juin 2009.
1. Le Masque tombe (Trials)
2. Passage à l'acte ? (Confession)
3. Telle mère… telle fille (Swing)
4. Retour sur Terre (Lunacy)
5. Refus de soins (Retro)
6. Le Pacte de grossesse (Babes)
7. Vie sauvage (Wildlife)
8. Vivons cachés (Persona)
9. Syndrome post-traumatique (PTSD)
10. Le Mâle est fait (Smut)
11. La Sœur disparue (Stranger)
12. L'Excellence à tout prix (Hothouse)
13. L'Arnaque dans le sang (Snatched)
14. Transitions (Transitions)
15. Silence de plomb (Lead)
16. Tante Birdie (Ballerina)
17. Vivre l'enfer (Hell)
18. Le Cavalier seul (Baggage)
19. Égoïste (Selfish)
20. Telle est prise… (Crush)
21. Une vie volée (Liberties)
22. Piqué au vif (Zebras)

## Onzième saison (2009–2010)
La onzième saison est diffusée du 23 septembre 2009 au 19 mai 2010.
1. Flic ou voyou (Unstable)
2. Un bagage de trop (Sugar)
3. Le Poids de la solitude (Solitary)
4. Meurtre en état d'ivresse (Hammered)
5. Inexcusable (Hardwired)
6. À l'écoute (Spooked)
7. Thérapie par le pire (Users)
8. Mauvaises fréquentations (Turmoil)
9. Les Mains sales (Perverted)
10. Sans attache (Anchor)
11. Rencard express (Quickie)
12. Perdre la face (Shadow)
13. La Voix des femmes (P.C.)
14. Destin brisé (Savior)
15. Savoir… et se taire (Confidential)
16. Le Témoin clé (Witness)
17. Sans mot pour le dire (Disabled)
18. Un tueur en sommeil (Bedtime)
19. Le Mal-aimé (Conned)
20. La Petite Boucherie des horreurs (Beef)
21. La Beauté des flammes (Torch)
22. Carte sur table (Ace)
23. Quand je serai grand (Wannabe)
24. À la folie… (Shattered)

## Douzième saison (2010–2011)
La douzième saison est diffusée du 22 septembre 2010 au 18 mai 2011.
1. La Doublure (Locum)
2. Compromissions (Bullseye)
3. Sage et obéissante (Behave)
4. La Ferme aux esclaves (Merchandise)
5. En chaleur (Wet)
6. Une rien du tout (Branded)
7. La Même histoire (Trophy)
8. Le Point commun ? (Penetration)
9. Le Tombeur (Gray)
10. Conflit d'intérêt (Rescue)
11. Coups durs (Pop)
12. Brandy à jamais (Possessed)
13. Le Mal par le mal (Mask)
14. Guerre des polices (Dirty)
15. Au-dessus des lois (Flight)
16. Une vie pour une vie (Spectacle)
17. Viols, mensonges et vidéos (Pursuit)
18. Ma petite entreprise (Bully)
19. L'Effet d'une bombe (Bombshell)
20. Mademoiselle Parfaite (Totem)
21. Pas comme eux… (Reparations)
22. Géniteur en série (Bang)
23. Garde trop rapprochée (Delinquent)
24. Fin tragique (Smoked)

## Treizième saison (2011–2012)
La treizième saison est diffusée du 21 septembre 2011 au 23 mai 2012.
1. Terre brûlée (Scorched Earth)
2. Le Coach suprême (Personal Fouls)
3. L'Enfant illégitime (Blood Brothers)
4. Le Yin et le Yang (Double Strands)
5. Le Vrai du faux (Missing Pieces)
6. Fausse note (True Believers)
7. La Fiancée russe (Russian Brides)
8. Parole de folle (Educated Guess)
9. Perdu en chemin (Lost Traveler)
10. Punir ou compatir ? (Spiraling Down)
11. Le Cercle de l'enfer (Theatre Tricks)
12. Guerre ouverte (Official Story)
13. Dans l'ombre du père (Father's Shadow)
14. Le Plan (Home Invasions)
15. Terrain de chasse (Hunting Ground)
16. Papa, maman (Child's Welfare)
17. Aveux forcés (Justice Denied)
18. Épouse modèle (Valentine's Day)
19. La Ligue des justiciers (Street Revenge)
20. Le Donneur 141 (Father Dearest)
21. A mauvaise école (Learning Curve)
22. Beautés extraordinaires (Strange Beauty)
23. V.I.P (Rhodium Nights)

## Quatorzième saison (2012–2013)
Le 10 mai 2012, la série a été renouvelée pour une quatorzième saison, dont la diffusion a débuté le 26 septembre 2012 et s'est terminé le 22 mai 2013.
1. Une réputation à défendre (1/2) (Lost Reputation)
2. Une réputation à défendre (2/2) (Above Suspicion)
3. Des mots qui blessent (Twenty-Five Acts)
4. Code-barres (Acceptable Loss)
5. Les Enfants perdus (Manhattan Vigil)
6. Une proie facile (Friending Emily)
7. L'Amour d'une mère (Vanity's Bonfire)
8. Cours très particuliers (Lessons Learned)
9. L'Emprise de la nuit (Dreams Deferred)
10. Péché de faiblesse (Presumed Guilty)
11. Coupable idéale (Beautiful Frame)
12. Un homme peut en cacher un autre (Criminal Hatred)
13. Abus de faiblesse (Monster's Legacy)
14. La Preuve par cinq (Secrets Exhumed)
15. Légitime défiance (Deadly Ambition)
16. Compte sur moi (Funny Valentine)
17. La Ligne jaune (Undercover Blue)
18. À un détail près (Legitimate Rape)
19. Petite terreur (Born Psychopath)
20. Entre les murs (Girl Dishonored)
21. La Fosse aux lions (Traumatic Wound)
22. Blessures du passé (Poisoned Motive)
23. Une autre vie (Brief Interlude)
24. Sans identité (Her Negotiation)

## Quinzième saison (2013–2014)
Le 26 avril 2013, la série a été renouvelée pour une quinzième saison de 22 épisodes, diffusée du 25 septembre 2013 au 21 mai 2014.
1. Au secours d'Olivia (Surrender Benson)
2. Voleurs de vies (Imprisoned Lives)
3. Préjugés ordinaires (American Tragedy)
4. Opération d'infiltration (Internal Affairs)
5. Le Sort s'acharne (Wonderland Story)
6. Péché mal caché (October Surprise)
7. Petite dissonance (Dissonant Voices)
8. Sortie du rang (Military Justice)
9. Corde sensible (Rapist Anonymous)
10. Mauvais souvenirs (Psycho Therapist)
11. Sur la sellette (Amaro's One-Eighty)
12. Victime ou criminelle (Jersey Breakdown)
13. Amours vs loyauté (Betrayal's Climax)
14. A la recherche de l'orphelin (Wednesday's Child)
15. Fin de la plaisanterie (Comic Perversion)
16. Au-delà du sport (Gridiron Soldier)
17. Un pari risqué (Gambler's Fallacy)
18. Le Pouvoir de la presse (Criminal Stories)
19. Enfance occultée (Downloaded Child)
20. Roulette russe (Beast's Obsession)
21. Perte de crédibilité (Post-Mortem Blues)
22. Place au doute (Reasonable Doubt)
23. Coupable de… penser (Thought Criminal)
24. L'Enfant inattendu (Spring Awakening)

## Seizième saison (2014–2015)
Le 8 mai 2014, la série a été renouvelée pour une seizième saison, diffusée du 24 septembre 2016 au 20 mai 2015.
1. Mère de cœur (Girls Disappeared)
2. Tombé en disgrâce (American Disgrace)
3. Triste célébrité (Producer's Backend)
4. Le Manifeste (Holden's Manifesto)
5. Requiem pour une star (Pornstar's Requiem)
6. L'Homme de Glasgow (Glasgowman's Wrath)
7. Chicago, New York, 1ère partie (Chicago Crossover)
→ Poursuite du crossover commencé avec l'épisode Les jeunes mariés (saison 3, épisode 7) de la série télévisée Chicago Fire et conclu avec l'épisode Chicago, New York, 2ème partie (saison 2, épisode 7) de la série télévisée Chicago P.D.
8. Tyran domestique (Spousal Privilege)
9. Classé sans suite (Pattern Seveteen)
10. C'est du passé… (Forgiving Rollins)
11. Une valise encombrante (Agent Provocateur)
12. Coup de sang (Padre Sandunguero)
13. Quand le brouillard se dissipe (Decaying Morality)
14. Du virtuel à la réalité (Intimidation Game)
15. Tout pour ma fille (Undercover Mother)
16. Fin de romance (December Solstice)
17. Coopérations forcées (Parole Violations)
18. Sous le feu des projecteurs (Devastating Story)
19. Diffusions virales (Granting Immunity)
20. De Chicago à New York, 2ème partie (Daydream Believer)
→ Conclusion du crossover commencé avec l'épisode La Petite Nouvelle (saison 3, épisode 21) de la série télévisée Chicago Fire et poursuivi avec l'épisode De Chicago à New York, 1ère partie (saison 2, épisode 20) de la série télévisée Chicago P.D.
21. Double vérité (Perverted Justice)
22. Enfantillages (Parent's Nightmare)
23. Tout a une fin… (Surrendering Noah)

## Dix-septième saison (2015–2016)
Le 5 février 2015, NBC annonce le renouvellement de la série pour une dix-septième saison, diffusée du 23 septembre 2015 au 25 mai 2016.
1. Aux yeux de tous (1/2) (Devil's Dissections)
2. Aux yeux de tous (2/2) (Criminal Pathology)
3. Le Signal fort (Transgender Bridge)
4. Responsables et coupables (Institutional Fail)
5. Enquête parallèle (Community Policing)
6. Instincts maternels (Maternal Instincts)
7. 13 à la douzaine (Patrimonial Burden)
8. Recherche en fraternité (Melancholy Pursuit)
9. Double peine (Depravity Standard)
10. Excès d'attention (Catfishing Teacher)
11. Sous haute tension (Townhouse Incident)
12. La Cerise sur le gâteau (A Misunderstanding)
13. L'Effet spectateur (Forty-One Witnesses)
14. Donner pour reprendre (Nationwide Manhunt)
15. À double titre (Collateral Damages)
16. Info ou intox ? (Star-Struck Victims)
17. Pardonnez nos offenses… (Manhattan Transfer)
18. …Délivrez-nous du mal (Unholiest Alliance)
19. Le Profil idéal (Sheltered Outcasts)
20. Condamnées au silence (Fashionable Crimes)
21. Triste réalité (Assaulting Reality)
22. Abus de surveillance (Intersecting Lives)
23. L'Heure des départs (Heartfelt Passages)

## Dix-huitième saison (2016–2017)
Le 1er février 2016, la série est renouvelée pour une dix-huitième saison diffusée du 21 septembre 2016 au 24 mai 2017.
1. Victime et coupable (Terrorized)
2. Erreur judiciaire (Making a Rapist)
3. L'Imposteur (Imposter)
4. Plus dure sera la chute (Heightened Emotions)
5. Seule la vérité compte (Rape Interrupted)
6. La Musique adoucit le meurtre (Broken Rhymes)
7. Tourner la page (Next Chapter)
8. Mères par procuration (Chasing Theo)
9. Le Patriarche (Decline and Fall)
10. Manipulation maternelle (Motherly Love)
11. Dans le secret des vestiaires (Great Expectations)
12. Pour l'honneur (No Surrender)
13. Transmission (Genes)
14. Le Roi de Wall Street (Net Worth)
15. Je sais tout… (Know It All)
16. À la une (The Newsroom)
17. Fake News (Real Fake News)
18. Sous son emprise (Spellbound)
19. Péché d'amour (Conversion)
20. Le Rêve américain (American Dream)
21. La Même justice pour tous (Sanctuary)

## Dix-neuvième saison (2017–2018)
Le 12 mai 2017, la série est renouvelée pour une dix-neuvième saison, diffusée du 27 septembre 2017 au 23 mai 2018.
1. Un gros poisson (Gone Fishin')
2. Un prince pas charmant (Mood)
3. Leçon de choses (Contrapasso)
4. Parole libérée (No Good Reason)
5. L'Enfant perdue (Complicated)
6. Au centre de la perdition (Unintended Consequences)
7. Victime à répétition (Something Happened)
8. Désirs virtuels (Intent)
9. Où est passé Noah ? (Gone Baby Gone)
10. Le Mal d'une autre (Pathological)
11. En mauvaise compagnie (Flight Risk)
12. Impassible (Info Wars)
13. À bout de souffle (The Undiscovered Country)
14. Intimes convictions (Chasing Demons)
15. Engrenage (In Loco Parentis)
16. Sans accord (Dare)
17. Sonate pour mineur (Send in the Clowns)
18. Un homme d'honneur (Service)
19. Justice parallèle (Sunk Cost Fallacy)
20. Le Livre d'Esther (The Book of Esther)
21. L'Homme de la famille (Guardian)
22. La Chance d'oublier (Mama)
23. La Vengeance est un plat… (Remember Me)
24. …qui se mange froid (Remember Me Too)

## Vingtième saison (2018–2019)
Le 9 mai 2018, la série est renouvelée pour une vingtième saison, diffusée du 27 septembre 2018 au 16 mai 2019.
1. Sois un homme mon fils (1/2) (Man Up)
2. Sois un homme mon fils (2/2) (Man Down)
3. À la frontière du légal (Zero Tolerance)
4. Les Hommes qui n'aimaient pas les femmes (Revenge)
5. Ensemble toujours plus fortes (Accredo)
6. La Mémoire en exil (Exile)
7. La Gardienne des anges (Caretaker)
8. Le Sommet de la chaîne alimentaire (Hell's Kitchen)
9. Erreur du passé (Mea Culpa)
10. Un roman d'aveu (Alta Kockers)
11. Plastique parfaite (Plastic)
12. Le Violeur de l'infini (Dear Ben)
13. Les Malheurs de Shakespeare (A Story of More Woe)
14. Quatre flics en colère (Part 33)
15. La Maison de poupées (Brothel)
16. Affronter ses démons (Facing Demons)
17. L'Homme à l'écharpe jaune (Missing)
18. Le Loup et l'Agneau (Blackout)
19. Vous ne pouvez pas embrasser la mariée (Dearly Beloved)
20. La Petite Fille modèle (The Good Girl)
21. Échange linguistique (Exchange)
22. La Guerre des mots (Diss)
23. Violence et préjugés (Assumptions)
24. Dernière partie (End Game)

## Vingt-et-unième saison (2019–2020)
Le 29 mars 2019, la série est renouvelée pour une 21e saison, diffusée du 26 septembre 2019 au 23 avril 2020.
1. #Balance ton prod (I'm Going to Make You a Star)
2. Une course chère payée (The Darkest Journey Home)
3. Faux témoignage (Down Low in Hell's Kitchen)
4. Nul ne peut ignorer la loi (The Burden of Our Choices)
5. L'Horloge tourne (At Midnight in Manhattan)
6. Témoin auriculaire (Murdered at a Bad Address)
7. Le Rêve ne se réalisera pas (Counselor, It's Chinatown)
8. Les Elfes mécaniques (We Dream of Machine Elves)
9. Séances photos (Can't Be Held Accountable)
10. À malin, malin et demi (Must Be Held Accountable)
11. Affichage public (She Paints for Vengeance)
12. Une mort sur la conscience (The Longest Night of Rain)
13. Les Poings serrés (Redemption in Her Corner)
14. Mariage blanc et carte verte (I Deserve Some Loving Too)
15. En eaux troubles (Swimming with the Sharks)
16. Corruption à tous les étages (Eternal Relief from Pain)
17. Danse, mensonges et vidéo (Dance, Lies and Videotape)
18. Baptême de feu (Garland's Baptism by Fire)
19. Traquer l'invisible (Solving for the Unknowns)
20. Tant de choses à perdre (The Things We Have to Lose)

## Vingt-deuxième saison (2020–2021)
Le 27 février 2020, la série est renouvelée pour trois saisons. Cette 22e saison est diffusée du 12 novembre 2020 au 3 juin 2021.
1. Habitudes et Préjugés (Guardians and Gladiators)
2. Violences conjuguées (Ballad of Dwight and Irena)
3. Meurtre en confinement (Remember Me in Quarantine)
4. La Force de l'émotion (Sightless in a Savage Land)
5. Show privé (Turn Me on Take Me Private)
6. Un juge à la barre (The Long Arm of the Witness)
7. Manhattan - Le Bronx (Hunt, Trap, Rape and Release)
8. Justice réparatrice (The Only Way Out Is Through)
9. Tout le monde change (Return of the Prodigal Son)
→ Début du crossover conclu avec l'épisode Ce Qui S'est Passé dans les Pouilles (saison 1, épisode 1) de la série dérivée New York, crime organisé.
10. Victimes de la haine (Welcome to the Pedo Motel)
11. Mise aux enchères (Our Words Will Not Be Heard)
12. Un moment de faiblesse (In the Year We All Fell Down)
13. Les Prédatrices (Trick-Rolled at the Moulin')
→ Début du crossover conclu avec l'épisode Trahison (saison 1, épisode 5) de la série dérivée New York, crime organisé.
14. Le Psychopathe affranchi (Post-Graduate Psychopath)
15. L'Emprise (What Can Happen in the Dark)
16. Les Loups dans la bergerie (Wolves in Sheep's Clothing)

## Vingt-troisième saison (2021–2022)
Cette vingt-troisième saison est diffusée du 23 septembre 2021 au 19 mai 2022.
1. Et l'Empire contre-attaque (And the Empire Strikes Back)
2. Le Grand ménage (Never Turn Your Back on Them)
3. Un plus gros poisson (I Thought You Were on My Side)
4. La Victime imparfaite (One More Tale of Two Victims)
5. Le Paradis des influenceurs (Fast Times @ TheWheelHouse)
6. Jusqu'à preuve du contraire (The Five Hundredth Episode)
7. Les Anges de Noël (They'd Already Disappeared)
8. Pas le choix (Nightmares in Drill City)
9. Le Procès Wheatley (People vs. Richard Wheatley)
→ Début du crossover conclu avec l'épisode Noël mortel (saison 2, épisode 9) de la série dérivée New York, crime organisé.
10. Un soir de Noël (Silent Night, Hateful Night)
11. Enfances volées (Burning with Rage Forever)
12. Le Combat d'une vie (Tommy Baker's Hardest Fight)
13. Souvenir d'un été lointain (If I Knew Then What I Know Now)
14. Ondes de choc (Video Killed the Radio Star)
15. Les Règles du club (Promising Young Gentlemen)
16. Une soirée ensemble (Sorry If It Got Weird For You)
17. Il était une fille... (Once Upon a Time in El Barrio)
18. Sur la route du crime (Eighteen Wheels a Predator)
19. La Jeune fille du lac (Tangled Strands of Justice)
20. Miracle ou mirage ? (Did You Believe in Miracles?)
→ Début du crossover conclu avec l'épisode Course contre la montre (saison 2, épisode 20) de la série dérivée New York, crime organisé.
21. Confessions intimes (Confess Your Sins to Be Free)
22. Un dernier round (A Final Call at Forlini's Bar)

## Vingt-quatrième saison (2022–2023)
Cette vingt-quatrième saison est diffusée du 22 septembre 2022 au 18 mai 2023.
1. Tic Tac Boum (Gimme Shelter)
→ Poursuite du crossover commencé avec l'épisode Le rêve américain (saison 3, épisode 1) de la série dérivée New York, crime organisé et conclu avec l'épisode Protection à Haut Risque (saison 22, épisode 1) de la série télévisée New York, police judiciaire..
2. Collaboration difficile (The One You Feed)
3. Jeux de mains… (Mirror Effect)
4. Captives (The Steps We Cannot Take)
5. Les Sauveteurs du Bronx (Breakwater)
6. Bas les masques (Controlled Burn)
7. Carton rouge (Dead Ball)
8. Quelqu'un de bien (A Better Person)
9. Le Cadeau de Noël (And a Trauma in a Pear Tree)
10. Représailles inattendues (Jumped In)
11. L'Arbre à trophées (Soldier Up)
12. Le Sang pour le sang (Blood Out)
13. Carrefour dangereux (Intersection)
14. Les Larmes de verre (Dutch Tears)
15. Le Roi de la lune (King of the Moon)
16. Un murmure dans le noir (The Presence of Absence)
17. Service d'étage (Lime Chaser)
18. Besoin d'ailes (Bubble Wrap)
19. Les Nymphettes du club (Bend the Law)
20. Concours d'éloquence (Debatable)
21. Crimes sur commande (Bad Things)
→Début du crossover conclu avec l'épisode Dans l'ombre (saison 3, épisode 21) de la série dérivée New York, crime organisé.
22. Les Petites annonces du crime (All Pain is One Malady)
→Début du crossover conclu avec l'épisode Apparence trompeuse (saison 3, épisode 22) de la série dérivée New York, crime organisé.

## Vingt-cinquième saison (2024)
Cette vingt-cinquième saison est diffusée du 18 janvier 2024 au 16 mai 2024.
1. Dans les yeux de Maddie (Tunnel Blind)
2. À visage découvert (Truth Embargo)
3. La Meilleure soirée de sa vie (The Punch List)
4. La Fille du chef (Duty to Report)
5. Zone rouge (Zone Rouge)
6. Les Collectionneurs (Carousel)
7. Un père indigne (Probability of Doom)
8. Le Troisième homme (Third Man Syndrome)
9. De jeunes loups (Children of Wolves)
10. Justice pour Maddie (Combat Fatigue)
11. Futures mariées (Prima Nocta)
12. Le Maraudeur (Marauder)
13. Le Devoir d'espérer (Duty to Hope)

## Vingt-sixième saison (2024-2025)
La série est renouvelée pour une saison complète fin mars 2024. Celle-ci est diffusée du 3 octobre 2024 au 15 mai 2025.
1. Lève-toi et rayonne (Fractured)
2. Le Journal intime (Excavation)
3. Les Cambrioleurs (Divide and Conquer)
4. La Première fois (Constricted)
5. Sextos, mensonges et vidéos (Economics of Shame)
6. Sur le sentier des Appalaches (Rorschach)
7. Une nuit de trop (Tenfold)
8. À l'épicerie du coin (Cornered)
9. First Light
10. Master Key
11. Deductible
12. Calculated
13. Extinguished
14. The Grid Plan
15. Undertow
16. Let Me Bring Pardon
17. Accomplice Liability
18. The Accuser
19. Play with Fire
→Début d'un crossover débutant avec l'épisode Play with Fire (saison 24, épisode 19) de la série télévisée New York, police judiciaire.
20. Shock Collar
21. Aperture
22. Post-Rage

## Vingt-septième saison (2025-2026)
La série est renouvelée pour la 27e fois début mai 2025.